# József Beck
József Beck (Budapeste, 14 de fevereiro de 1952) é um matemático estadunidense.
Beck recebeu o Prêmio Fulkerson de 1985 pelo artigo "Roth's estimate of the discrepancy of integer sequences is nearly sharp",
Foi palestrante do Congresso Internacional de Matemáticos em Berkeley (1986).

## Livros
- Jozsef Beck, William W. L. Chen: Irregularities of Distribution, Cambridge University Press, 1987.
- J. Beck: Combinatorial Games: Tic-Tac-Toe Theory, Cambridge University Press, 2008.